# Olsztyn (Częstochowa)
Olsztyn (anteriormente, Olsztyn Jurajski) é um município no sul da Polônia. Pertence à voivodia da Silésia, no condado de Częstochowa. É a sede da comuna urbano-rural de Olsztyn, aproximadamente 15 km a sudeste de Częstochowa.
Estende-se por uma área de 34,29 km², com 2 541 habitantes, segundo o censo de 31 de dezembro de 2021, com uma densidade populacional de 67,97 hab./km².
A trilha dos Ninhos das Águias percorre a cidade. Com vista para a cidade, há uma colina com as ruínas de um castelo do século XIII. Olsztyn teve direitos de cidade entre 1488 e 1870, reconquistando-os em 2022.